# Juncáli
Juncáli, Junqali ou Jonglei (em Língua árabe: جونقلي) é estado do Sudão do Sul. Possui uma área de 122 479 km² e uma população de 1 358 602 habitantes (censo 2008). A cidade de Bor é a capital do estado.  Fica na região do Grande Nilo Superior.

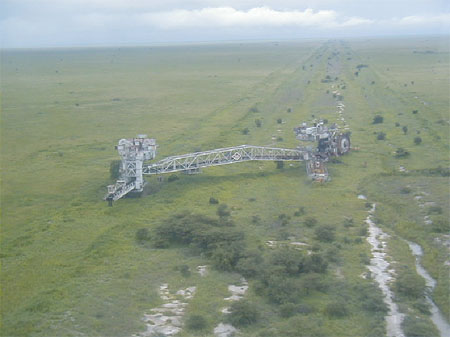
Lucy, uma escavadeira usada para cavar o Canal de Juncáli. A construção do canal foi iniciada em 1978, mas está incompleta até hoje.

## Divisões administrativas
O estado de Juncáli está dividido em onze condados:
| Condados        | Capital      | Comissários           |
| --------------- | ------------ | --------------------- |
| Acobo           | Acobo        | Goi Jooyul Yoal       |
| Aiode           | Aiode        | Thoi Ruai Chany       |
| Bor             | Bor          | Maker Lual Kuol       |
| Duk             |              | Aluong Machuor Kulang |
| Fangak          | Fam al Zaraf | James Maluit Ruei     |
| Nyirol          |              | Kuach Duoth           |
| Pibor           |              | Akot Maze Adikir      |
| Piegi           |              | James Aleu Mijak      |
| Pochalla        |              | Okelle Didimo Oriek   |
| Tuique Oriental | Panyagor     | Dau Akoi Jurkuc       |
| Uror            |              | Tut Puok Nyang        |